# Protestas en Brasil de 2013
Las protestas en Brasil de 2013 fueron una manifestaciones públicas en las ciudades de Brasil, organizados principalmente por el aumento de los precios del transporte público y, adicionalmente, por el volumen del gasto público en la realización de la Copa FIFA Confederaciones 2013, la Copa Mundial de Fútbol de 2014 y los Juegos Olímpicos de Río de Janeiro 2016. Otros temas que son base de las protestas han sido el reclamo de mayor inversión estatal en educación y salud.

## Antecedentes y Causa

### Críticas y reclamos
Las principales críticas fueron el aumento de las tarifas del transporte público, la brutalidad policial, la falta de inversión en servicios públicos (como salud y educación), el gasto en megaeventos deportivos, el poder de los oligopolios de comunicación, la hegemonía y el dominio de los partidos políticos. sobre los movimientos populares y los fracasos de la democracia representativa.
Exigió principalmente tarifa cero en el transporte público, el fin de la brutalidad policial, mayor inversión en servicios públicos, así como reivindicaciones laborales y de clase. Las categorías en huelga también exigieron sus propias agendas. Al ser una movilización de alcance nacional, cada lugar también sumó elementos locales, como el fin de las Unidades de Policía Pacificadora (UPP) en la capital de Río de Janeiro tras el asesinato de Amarildo Dias de Souza, un albañil residente en la favela Rocinha.
En momentos puntuales también estuvieron presentes algunas agendas difusas, generalmente llevadas por personas ajenas a los movimientos sociales e influenciadas por oligopolios comunicacionales, como la oposición al Pec 37, pero fueron minoritarias.

## Historia
Las manifestaciones contra el aumento de tarifas de los autobuses comenzaron en el año 2012 en la ciudad de Natal, capital de Río Grande del Norte, a finales de agosto de 2012, cuando el gobierno de la ciudad anunció un aumento repentino de veinte centavos por pasaje. La primera manifestación tuvo lugar dos días después, el 29 de agosto y reunió a cerca de 2000 personas. Al día siguiente, 30 de agosto también hubo manifestaciones pero aquella vez no se produjeron enfrentamientos con la policía. Con la presión popular, en septiembre los 6 concejales dan por revocado el aumento de la tarifa del autobús. El 13 de mayo de 2013, la municipalidad de Natal volvió a aumentar la tarifa haciendo demostraciones vuelven a las calles, con enfrentamientos con la policía y detenciones de estudiantes.

## Cronología de las protestas

### 1-14 de junio
Se inician una serie de protestas debido al aumento del costo de transporte público en los autobuses y el metro, anunciadas por el alcalde de São Paulo, Fernando Haddad en enero de 2013, que dijo que los cambios de la tarifa de transporte pasarían de R$ 3,00 a R$ 3,20. La nueva tarifa entraría en vigor el 1 de junio de 2013 lo que desataría una serie de protestas en São Paulo.
La primera gran protesta se llevó a cabo el 6 de junio de la avenida Paulista. En seguida las protestas fueron creciendo, los informes de noticias mencionan que la policía "perdió el control" el 13 de junio, con el uso de balas de goma contra los manifestantes e incluso contra periodistas que cubren los acontecimientos. Muchos grupos de la sociedad civil han criticado la dura respuesta de la policía, incluyendo Amnistía Internacional y la Associação Nacional de Jornais.

### 17-18 de junio

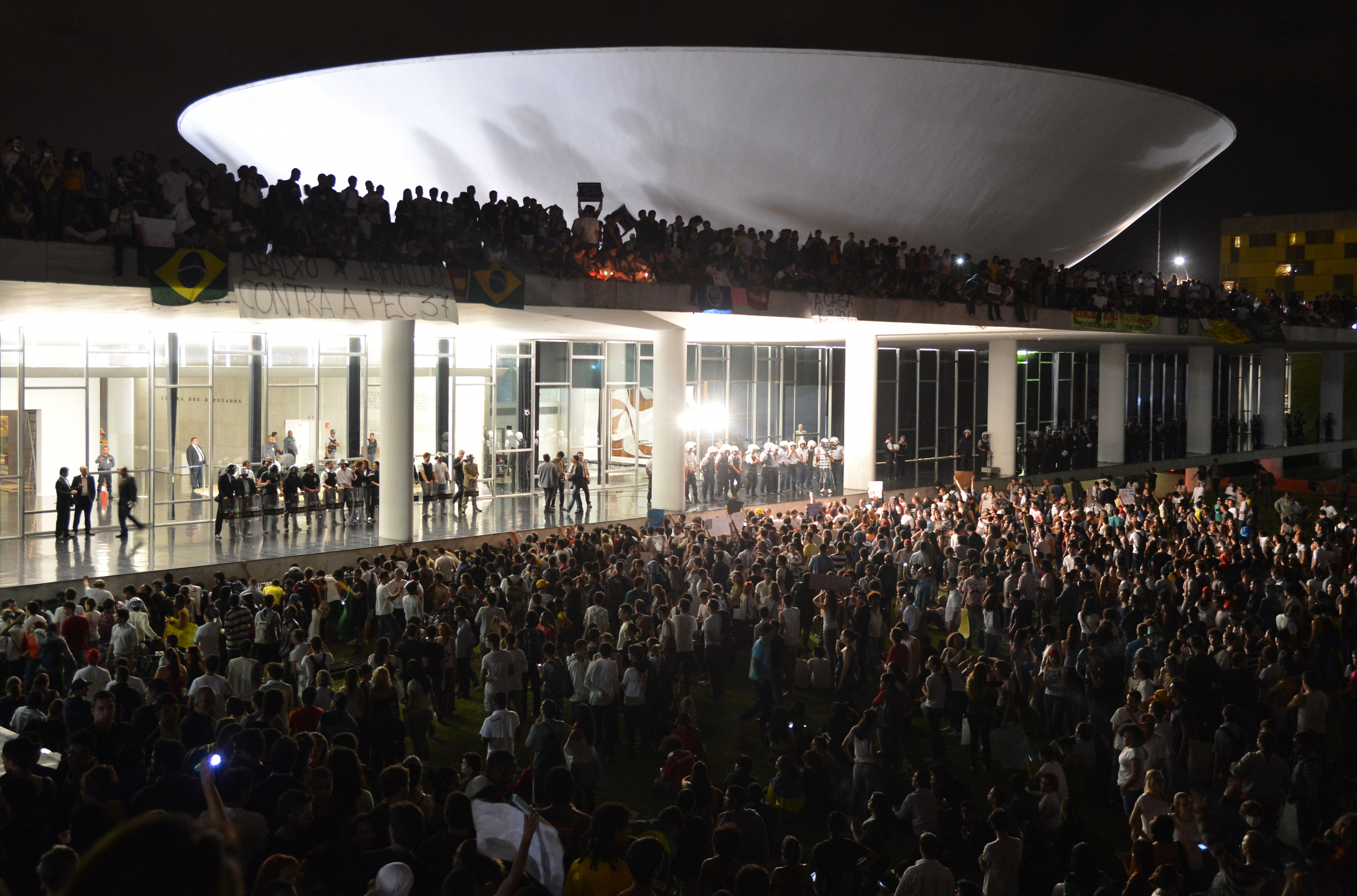
Los manifestantes en el Congreso Nacional de Brasil, en Brasilia, el 17 de junio.

Se estima que unos 250 000 manifestantes salieron a las calles el lunes 17 de junio en varias ciudades. [cita requerida]Las mayores protestas se organizaron en Río de Janeiro, donde asistieron unas 100 000 personas a protestar a mediados de la tarde del lunes 17 de junio y se prolongó hasta el amanecer del 18 de junio.
Aunque las protestas han sido pacíficas,[cita requerida] la invasión de la Cámara Legislativa del Estado es un hecho que ha dejado varias personas heridas por disparos al parecer por las fuerzas policiales, mientras que otras diez personas fueron hospitalizadas. Las autoridades estatales no intervinieron en los hechos, diciendo que esto era un problema para la Policía Militar. Otras protestas estallaron en apoyo de los que están siendo detenidos por la policía. Las manifestaciones tuvieron lugar en varias ciudades de Brasil. En Curitiba fue reportada una asistencia de más de 10 000 personas.
Protestas menores protagonizadas por los brasileños residentes en el extranjero se llevan a cabo en varios países, como Alemania, Argentina, Australia, Bolivia, Canadá, Irlanda, Italia, Portugal, España, los Estados Unidos y el Reino Unido, entre otros.

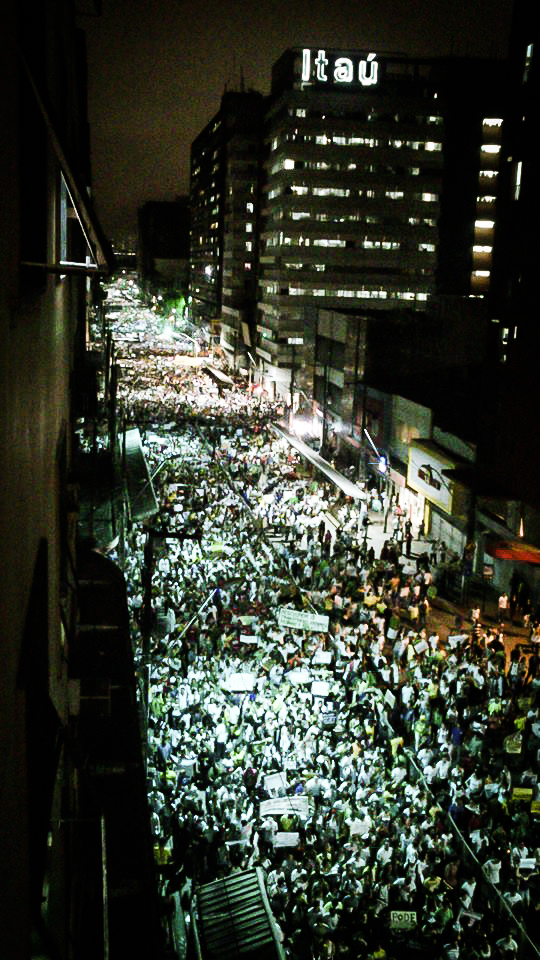
Manifestantes en Recife.

### 19 de junio
Las protestas continuaron en menor escala. [cita requerida]Los alcaldes de varias ciudades brasileñas anunciaron la reducción de las tarifas de autobuses o la cancelación de los aumentos anunciados anteriormente, incluyendo Río de Janeiro y  São Paulo, donde se han producido las mayores protestas.

### 20 de junio
Las protestas se extendieron a más de 100 ciudades de todo el país para reunir al menos a un millón de personas a nivel nacional. Durante el desarrollo de las protestas se tomaron medidas para proteger los principales edificios del gobierno en las principales ciudades como la capital federal Brasilia, São Paulo, Río de Janeiro, Recife, Porto Alegre, Manaus y Belo Horizonte entre otros.
Hasta el 20 de junio según el gobierno brasileño y lo informado por el diario O Globo y la cadena brasileña Rede Globo de Brasil, el saldo es de cientos de detenidos, y un saldo de dos muertos en las manifestaciones.

### 24 de junio
La presidenta Dilma Rousseff, se reunió con alcaldes y gobernadores de los 26 estados y el distrito federal, para levantar soluciones para el problema en Brasil, donde lo más aplaudido entre las personas es la inclusión del plebiscito para la reforma política del país, lo que luego ya fue contestado por la oposición y que,  hasta el momento, no ha cuajado en actuaciones concretas, por lo que han continuado las protestas.